# تله (ترانه شکیرا)
«تله» تک‌آهنگی از هنرمند اهل کلمبیا شکیرا است که در ۲۶ ژانویه ۲۰۱۸ منتشر شد. این تک‌آهنگ در آلبوم شخص زرین قرار داشت.